# Holozoster ovalis
Holozoster ovalis is een hooiwagen uit de familie Podoctidae.